# B2K (álbum)
B2K é o álbum de estréia da boy band com o mesmo nome B2K. Foi lançado em 12 de março de 2002. O álbum estreou no número #2 na Billboard 200 e em número #1 na R&B/Hip-Hop Albums vendendo 109.000 cópias na primeira semana. Ao todo o álbum vendeu mais de 500.000 cópias, sendo certificado com disco de ouro pela (RIAA).

## Faixas
1. "Gots Ta Be"
2. "Understanding"
3. "Why I Love You"
4. "Uh Huh"
5. "B2K Is Hot"
6. "Fantasy"
7. "I'm Not Finished"
8. "Come On"
9. "Hey Little Lady"
10. "Baby Girl"
11. "Your Girl Chose Me"
12. "Shorty"
13. "Feel This Way"
14. "Last Boyfriend"
15. "Here We Go Again"